# Frank Irons
Francis "Frank" Cleveland Irons, född 23 mars 1886 i Des Moines i Iowa, död 19 juni 1942 i Palatine i Illinois, var en amerikansk friidrottare som främst tävlade i hoppgrenar.
Irons representerade USA vid sommar-OS i London 1908. I längdhoppet gick han segrande ur tävlingen med ett hopp på 7,48, nästan 40 centimeter före tvåan, landsmannen Dan Kelly. Resultatet var nytt olympiskt rekord och det tredje bästa resultatet i världen genom tiderna. Irons deltog också i stående höjdhopp (8:e plats), tresteg (16:e plats) och stående längdhopp (oplacerad).
1909 och 1910 vann Irons det amerikanska mästerskapet (AAU) och toppade världsårsbästastatistiken båda åren. Han utkristalliserade sig som stor favorit till att bli den förste att försvara en olympisk titel i längdhopp.
Vid sommar-OS i Stockholm 1912 var dock inte Irons i bästa form. Han var visserligen åter i den amerikanska truppen, men hans deltagande var ej lika framgångsrikt som fyra år tidigare; en nionde plats i längdhoppet (på 6,80) samt deltagande i USA:s basebollag i uppvisningsturneringen blev hans något magra facit.
Personliga rekord:
- Ländghopp: 7,48 (1908)
- Tresteg: 13,46 (1909)